# Lucas Mayer (Basketballspieler)
Lucas Mayer (* 30. August 1999 in Gießen) ist ein deutscher Basketballspieler.

## Werdegang
Mayer spielte als Jugendlicher beim TSV Lang-Göns, wurde dann im Basketball-Leistungszentrum Mittelhessen und in der Basketball-Akademie Gießen-Mittelhessen gefördert. Ab 2016 war er Mitglied des VfB Gießen (später Gießen Pointers) in der 2. Regionalliga. 2018 stieg er mit den Mittelhessen in die 1. Regionalliga auf und trat mit der Mannschaft fortan in der vierthöchsten deutschen Spielklasse an. Im Frühjahr 2019 bestritt er dank Zweitspielrecht zwei Spiele für die Gießen 46ers Rackelos in der 2. Bundesliga ProB.
Ab 2020 stand Mayer beim Drittligisten EPG Baskets Koblenz (2. Bundesliga ProB) unter Vertrag. Während er in Koblenz Ergänzungsspieler war, schaffte Mayer im Spieljahr 2022/23 bei der BG Leitershofen/Stadtbergen in derselben Liga den Sprung zum Leistungsträger, erzielte im Durchschnitt 15,5 Punkte je Begegnung. Im Sommer 2023 nahm er ein Angebot des Zweitligisten Paderborn Baskets an. Mayer kam während des Spieljahres 2023/24 in 34 Einsätzen für Paderborn auf einen Mittelwert von 11,1 Punkten. Er war mit 58 getroffenen Dreipunktewürfen bester Paderborner Weitwerfer, diente als Mannschaftskapitän, wurde mit den Ostwestfalen allerdings Tabellenletzter.
Zur Saison 2024/25 wechselte Mayer zu den VfL Kirchheim Knights und blieb somit in der zweithöchsten deutschen Spielklasse.